# Опералія (конкурс)
«Опералія» (фр. Operalia) — щорічний міжнародний конкурс молодих оперних співаків, що був заснований у 1993 році тенором Пласідо Домінґо. З моменту свого створення, подібно до конкурсу «Кардіффські голоси», який заснований у 1983 році, оперний конкурс «Опералія» у всьому світі вважається найпрестижнішим та найважливішим конкурсом для майбутніх зірок опери. Він допоміг почати вокальну кар'єру багатьом визначним співакам, таким як шведське сопрано Ніна Штемме (1993), аргентинський тенор Хосе Кура (1994), канадське сопрано Ізабель Байракдар'ян (2000) та мексиканський тенор Роландо Вільясон, нагороджений у 1999 році, як і його мальтійський колега Джозеф Каллеха.

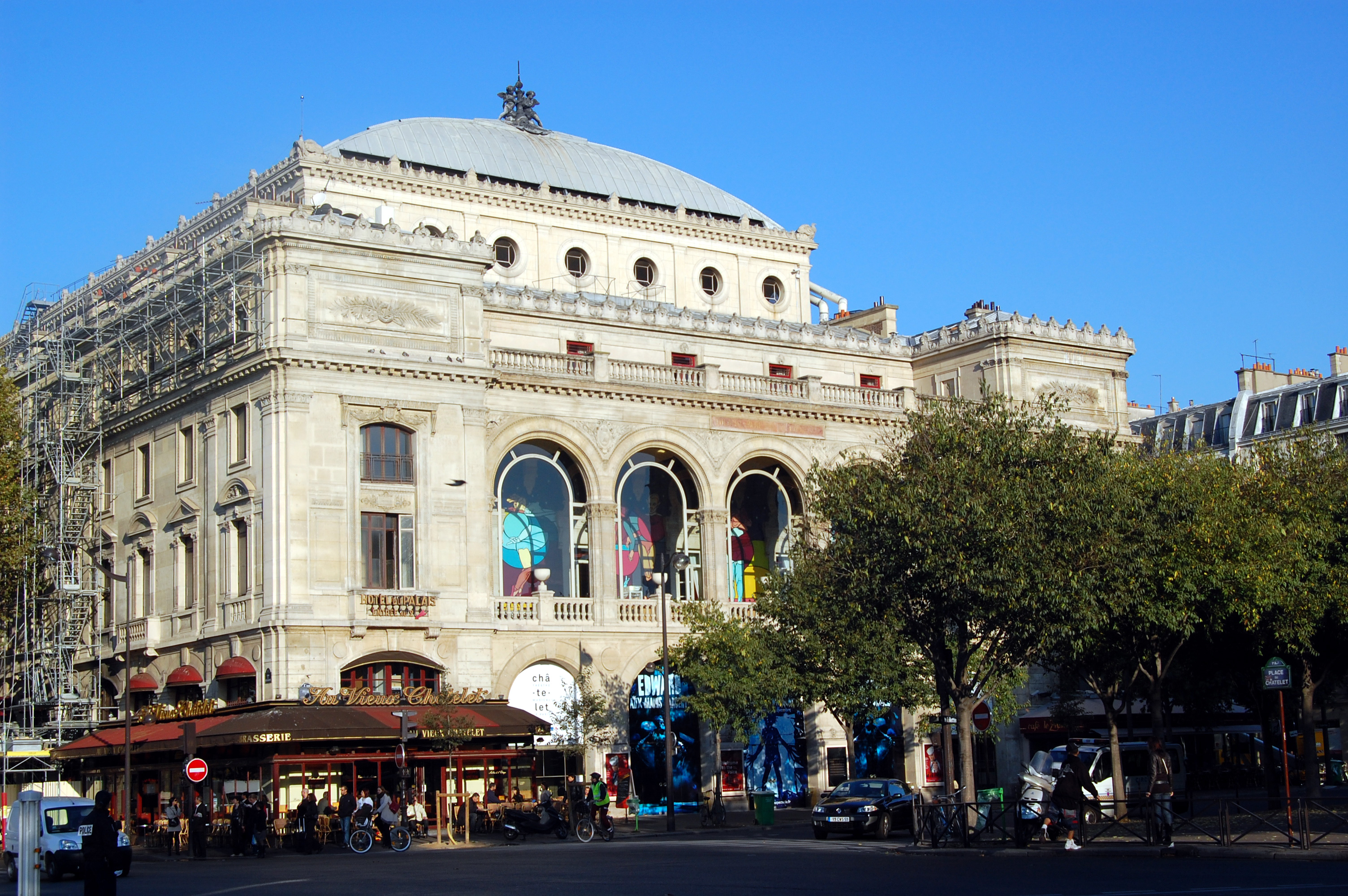
Театр Шатле в Парижі. 2008

## Історія
Перший конкурс «Опералія» відбувся в 1993 році на сцені театру Шатле в Парижі. Серед співаків, відзначених на ньому були — Ніна Штемме, безсумнівно, одна з найкрасивіших Ізольд на сучасній сцені; Інва Мула з низкою головних ролей у своєму репертуарі від «Травіати» до «Кармен» або Маргарита у «Фаусті»; іспанське сопрано Айноа Артета, яка сьогодні виступає на більшості основних європейських сцен; і, нарешті, південнокорейський бас Кванчул Юн, який сьогодні зарекомендував себе як важливий вагнеріанець.
З нагоди свого 20-річчя конкурс відбувався у Вероні. З загальної кількості 600 конкурсантів до фіналу були обрані 12 співаків.
Пізніше співаки змагалися у інших містах — Вашингтоні, Мадриді та Гонконзі.

## Умови конкурсу
У конкурсі можуть брати участь молоді співаки віком від 18 до 30 років. Учасники змагань присилають записи свого голосу. Колегія з трьох суддів слухає та оцінює матеріали, подані учасниками. Організація отримує від 800 до 1000 заявок щорічно. Сорок найкращих кандидатів мають право брати участь у конкурсі. Виступ кандидатів оцінюється професійним журі, яке складається з співаків і режисерів.
Спонсорами змагань є Rolex, Союз швейцарських банків та група барона Філіпа де Ротшильда. Визнані журі артисти отримують грошову премію. Суму 30 000 доларів присуджують переможцю, потім 20 000 доларів за 2-й приз та 10 000 доларів за 3-й приз. Додаткові суми виділяють співакам, які беруть участь у факультативному заході zarzuela. Крім основних також присуджують «Громадський приз».

## Список переможців

### 2020 —
| Рік, місце   | Нагорода                                     | Виконавець          | Тип голосу    | Країна         |
| ------------ | -------------------------------------------- | ------------------- | ------------- | -------------- |
| 2022, Рига   | I премія                                     | Юліана Грігорян     | сопрано       | Вірменія       |
| 2022, Рига   | I премія                                     | Ентоні Леон         | тенор         | США            |
| 2022, Рига   | II премія                                    | Серена Саєнс        | сопрано       | Іспанія        |
| 2022, Рига   | II премія                                    | Дюк Кім             | тенор         | США            |
| 2022, Рига   | II премія                                    | Нільс Вандерер      | контратенор   | Німеччина      |
| 2022, Рига   | III премія                                   | Майра Тереза Кармак | мецо-сопрано  | США            |
| 2022, Рига   | III премія                                   | Йон Джун Пак        | баритон       | Південна Корея |
| 2022, Рига   | III премія                                   | Джонгвон Хан        | бас-баритон   | Південна Корея |
| 2022, Рига   | Birgit Nilsson Prize                         | Серена Саєнс        | сопрано       | Іспанія        |
| 2022, Рига   | Pepita Embil Prize of Zarzuela               | Серена Саєнс        | сопрано       | Іспанія        |
| 2022, Рига   | CulturArte Prize                             | Ентоні К'ярамітаро  | тенор         | США            |
| 2022, Рига   | Don Placido Domingo Ferrer Prize of Zarzuela | Ентоні Леон         | тенор         | США            |
| 2022, Рига   | Rolex Prize of the Audience                  | Юліана Грігорян     | сопрано       | Вірменія       |
| 2022, Рига   | Rolex Prize of the Audience                  | Йон Джун Пак        | баритон       | Південна Корея |
| 2021, Москва | I премія                                     | Іван Айон-Рівас     | тенор         | Перу           |
| 2021, Москва | I премія                                     | Вікторія Каркачова  | меццо-сопрано | Росія          |
| 2021, Москва | II премія                                    | Мане Галоян         | сопрано       | Вірменія       |
| 2021, Москва | II премія                                    | Бехзод Давронов     | тенор         | Узбекистан     |
| 2021, Москва | II премія                                    | Джона Хоскінс       | тенор         | США            |
| 2021, Москва | III премія                                   | Емілі Погорельц     | сопрано       | США            |
| 2021, Москва | III премія                                   | Дмитро Чебліков     | баритон       | Росія          |
| 2021, Москва | III премія                                   | Чусун Парк          | бас-баритон   | Південна Корея |
| 2021, Москва | Birgit Nilsson Prize                         | Вікторія Каркачова  | меццо-сопрано | Росія          |
| 2021, Москва | Pepita Embil Prize of Zarzuela               | Мане Галоян         | сопрано       | Вірменія       |
| 2021, Москва | CulturArte Prize                             | Катерина Саннікова  | сопрано       | Росія          |
| 2021, Москва | Don Placido Domingo Ferrer Prize of Zarzuela | Іван Айон-Рівас     | тенор         | Перу           |
| 2021, Москва | Rolex Prize of the Audience                  | Іван Айон-Рівас     | тенор         | Перу           |
| 2021, Москва | Rolex Prize of the Audience                  | Мане Галоян         | сопрано       | Вірменія       |

### 2019 — 2010
| Рік, місце         | Нагорода                 | Назва                  | Тип голосу    | Країна          |
| ------------------ | ------------------------ | ---------------------- | ------------- | --------------- |
| 2019, Прага        | 1-ша премія              | Адріана Гонсалес       | сопрано       | Гватемала       |
| 2019, Прага        | 1-ша премія              | Ксаб'єр Андуага        | тенор         | Іспанія         |
| 2019, Прага        | 2-га премія              | Марія Катаєва          | меццо-сопрано | Росія           |
| 2019, Прага        | 2-га премія              | Кім Гіхун              | баритон       | Південна Корея  |
| 2019, Прага        | 3-тя премія              | Крістіна Нільссон      | сопрано       | Швеція          |
| 2019, Прага        | 3-тя премія              | Ар'є Нассбаум Коен     | контртенор    | США / Німеччина |
| 2019, Прага        | Опереткова премія        | Адріана Гонсалес       | сопрано       | Гватемала       |
| 2019, Прага        | Опереткова премія        | Хав'єр Андуага         | тенор         | Іспанія         |
| 2019, Прага        | Премія CulturArte        | Анна Шаповалова        | сопрано       | Росія           |
| 2019, Прага        | Премія Бірґіт Нільссон   | Фелісія Мур            | сопрано       | США             |
| 2019, Прага        | Премія Бірґіт Нільссон   | Крістіна Нільссон      | сопрано       | Швеція          |
| 2019, Прага        | Приз глядацьких симпатій | Марія Катаєва          | меццо-сопрано | Росія           |
| 2019, Прага        | Приз глядацьких симпатій | Кім Гіхун              | баритон       | Південна Корея  |
| 2018, Лісабон      | 1-ша премія              | Емілі д'Анджело        | меццо-сопрано | Канада / Італія |
| 2018, Лісабон      | 1-ша премія              | Павло Петров           | тенор         | Білорусь        |
| 2018, Лісабон      | 2-га премія              | Мігран Агаджанян       | тенор         | Росія           |
| 2018, Лісабон      | 2-га премія              | Саманта Ханкей         | меццо-сопрано | США             |
| 2018, Лісабон      | 3-тя премія              | Арсеній Яковлєв        | тенор         | Росія           |
| 2018, Лісабон      | 3-тя премія              | Ріхаб Чаєб             | меццо-сопрано | Канада          |
| 2018, Лісабон      | Опереткова премія        | Емілі д'Анджело        | меццо-сопрано | Канада / Італія |
| 2018, Лісабон      | Опереткова премія        | Павло Петров           | тенор         | Білорусь        |
| 2018, Лісабон      | Опереткова премія        | Луїш Гомеш             | тенор         | Португалія      |
| 2018, Лісабон      | Премія CulturArte        | Жозі Сантуш            | меццо-сопрано | Бразилія        |
| 2018, Лісабон      | Премія Бірґіт Нільссон   | Емілі д'Анджело        | меццо-сопрано | Канада / Італія |
| 2018, Лісабон      | Премія Бірґіт Нільссон   | Саманта Хенкі          | меццо-сопрано | США             |
| 2018, Лісабон      | Приз глядацьких симпатій | Луїш Гомеш             | тенор         | Португалія      |
| 2018, Лісабон      | Приз глядацьких симпатій | Емілі д'Анджело        | меццо-сопрано | Канада / Італія |
| 2017, Астана       | 1-ша премія              | Леві Секгапане         | тенор         | ПАР             |
| 2017, Астана       | 1-ша премія              | Аделя Загарія          | сопрано       | Румунія         |
| 2017, Астана       | 2-га премія              | Христина Мхитар'ян     | сопрано       | Росія           |
| 2017, Астана       | 2-га премія              | Davide Giusti          | тенор         | Італія          |
| 2017, Астана       | 3-тя премія              | Марія Мудряк           | сопрано       | Казахстан       |
| 2017, Астана       | 3-тя премія              | Leon Kim               | баритон       | Південна Корея  |
| 2017, Астана       | Опереткова премія        | Marco Ciaponi          | тенор         | Італія          |
| 2017, Астана       | Опереткова премія        | Adela Zaharia          | сопрано       | Румунія         |
| 2017, Астана       | Премія CulturArte        | Sooyeon Lee            | сопрано       | Південна Корея  |
| 2017, Астана       | Премія Бірґіт Нільссон   | Оксана Секерина        | сопрано       | Росія           |
| 2017, Астана       | Премія Бірґіт Нільссон   | Boris Prýgl            | бас-баритон   | Чехія           |
| 2017, Астана       | Приз глядацьких симпатій | Maria Mudryak          | сопрано       | Казахстан       |
| 2017, Астана       | Приз глядацьких симпатій | Leon Kim               | баритон       | Південна Корея  |
| 2016, Гвадалахара  | 1-ша премія              | Ельза Дрейсіг          | сопрано       | Франція         |
| 2016, Гвадалахара  | 1-ша премія              | Коню Кім               | тенор         | Південна Корея  |
| 2016, Гвадалахара  | 2-га премія              | Bogdan Volkov          | тенор         | Росія           |
| 2016, Гвадалахара  | 2-га премія              | Marina Costa-Jackson   | сопрано       | США/ Італія     |
| 2016, Гвадалахара  | 3-тя премія              | Ольга Кульчинська      | сопрано       | Україна         |
| 2016, Гвадалахара  | 3-тя премія              | Раме Лахай             | тенор         | Kosovo          |
| 2016, Гвадалахара  | Опереткова премія        | Marina Costa-Jackson   | сопрано       | США/ Італія     |
| 2016, Гвадалахара  | Опереткова премія        | Juan Carlos Heredia    | баритон       | Мексика         |
| 2016, Гвадалахара  | Опереткова премія        | Nicholas Brownlee      | бас-баритон   | США             |
| 2016, Гвадалахара  | Премія CulturArte        | Олена Стіхіна          | сопрано       | Росія           |
| 2016, Гвадалахара  | Премія Бірґіт Нільссон   | Brenton Ryan           | тенор         | США             |
| 2016, Гвадалахара  | Приз глядацьких симпатій | Олена Стіхіна          | сопрано       | Росія           |
| 2016, Гвадалахара  | Приз глядацьких симпатій | Коню Кім               | тенор         | Південна Корея  |
| 2015, Лондон       | 1-ша премія              | Lise Davidsen          | сопрано       | Норвегія        |
| 2015, Лондон       | 1-ша премія              | Ioan Hotea             | тенор         | Румунія         |
| 2015, Лондон       | 2-га премія              | Пене Паті              | тенор         | Нова Зеландія   |
| 2015, Лондон       | 2-га премія              | Hera Hyesang Park      | сопрано       | Південна Корея  |
| 2015, Лондон       | 3-тя премія              | Edward Parks           | баритон       | США             |
| 2015, Лондон       | 3-тя премія              | Noluvuyiso Mpofu       | сопрано       | ПАР             |
| 2015, Лондон       | Опереткова премія        | Hera Hyesang Park      | сопрано       | Південна Корея  |
| 2015, Лондон       | Опереткова премія        | Ioan Hotea             | тенор         | Румунія         |
| 2015, Лондон       | Премія CulturArte        | Kiandra Howarth        | сопрано       | Австралія       |
| 2015, Лондон       | Премія Бірґіт Нільссон   | Lise Davidsen          | сопрано       | Norway          |
| 2015, Лондон       | Приз глядацьких симпатій | Lise Davidsen          | сопрано       | Norway          |
| 2015, Лондон       | Приз глядацьких симпатій | Пене Паті              | тенор         | Нова Зеландія   |
| 2014, Лос Анджелес | 1-ша премія              | Rachel Willis-Sørensen | сопрано       | США             |
| 2014, Лос Анджелес | 1-ша премія              | Mario Chang            | тенор         | Гватемала       |
| 2014, Лос Анджелес | 2-га премія              | Amanda Woodbury        | сопрано       | США             |
| 2014, Лос Анджелес | 2-га премія              | Joshua Guerrero        | тенор         | США/ Мексика    |
| 2014, Лос Анджелес | 3-тя премія              | Andrey Nemzer          | контртенор    | Росія           |
| 2014, Лос Анджелес | 3-тя премія              | Mariangela Sicilia     | сопрано       | Італія          |
| 2014, Лос Анджелес | 3-тя премія              | John Holiday           | контртенор    | США             |
| 2014, Лос Анджелес | 3-тя премія              | Anaïs Constans         | сопрано       | Франція         |
| 2014, Лос Анджелес | Опереткова премія        | Rachel Willis-Sørensen | сопрано       | США             |
| 2014, Лос Анджелес | Опереткова премія        | Mario Chang            | тенор         | Гватемала       |
| 2014, Лос Анджелес | Премія CulturArte        | Joshua Guerrero        | тенор         | США/ Мексика    |
| 2014, Лос Анджелес | Премія Бірґіт Нільссон   | Rachel Willis-Sørensen | сопрано       | США             |
| 2014, Лос Анджелес | Приз глядацьких симпатій | Amanda Woodbury        | сопрано       | США             |
| 2014, Лос Анджелес | Приз глядацьких симпатій | Mario Chang            | тенор         | Гватемала       |
| 2013, Верона       | 1-ша премія              | Ao Li                  | бас-баритон   | КНР             |
| 2013, Верона       | 1-ша премія              | Аїда Гаріфулліна       | сопрано       | Росія           |
| 2013, Верона       | 2-га премія              | Julie Fuchs            | сопрано       | Франція         |
| 2013, Верона       | 2-га премія              | Сімоне П'яццола        | баритон       | Італія          |
| 2013, Верона       | 3-тя премія              | Kathryn Lewek          | сопрано       | США             |
| 2013, Верона       | 3-тя премія              | Zach Borichevsky       | тенор         | США             |
| 2013, Верона       | Опереткова премія        | Hae Ji Chang           | сопрано       | Південна Корея  |
| 2013, Верона       | Опереткова премія        | Benjamin Bliss         | тенор         | США             |
| 2013, Верона       | Премія CulturArte        | Володимир Дмитрук      | тенор         | Білорусь        |
| 2013, Верона       | Премія Бірґіт Нільссон   | Claudia Huckle         | contralto     | United Kingdom  |
| 2013, Верона       | Премія Бірґіт Нільссон   | Tracy Cox              | сопрано       | США             |
| 2013, Верона       | Audience Price           | Simone Piazzola        | баритон       | Італія          |
| 2013, Верона       | Audience Price           | Kathryn Lewek          | сопрано       | США             |
| 2012, Пекін        | 1-ша премія              | Anthony Roth Costanzo  | контртенор    | США             |
| 2012, Пекін        | 1-ша премія              | Енхбатин Амартувшин    | баритон       | Монголія        |
| 2012, Пекін        | 1-ша премія              | Джанай Брюггер         | сопрано       | США             |
| 2012, Пекін        | 2-га премія              | Guanqun Yu             | сопрано       | США             |
| 2012, Пекін        | 2-га премія              | Brian Jagde            | тенор         | США             |
| 2012, Пекін        | 2-га премія              | Yunpeng Wang           | баритон       | КНР             |
| 2012, Пекін        | 3-тя премія              | Надія Карязіна         | меццо-сопрано | Росія           |
| 2012, Пекін        | 3-тя премія              | Roman Burdenko         | баритон       | Росія           |
| 2012, Пекін        | Опереткова премія        | Джанай Брюггер         | сопрано       | США             |
| 2012, Пекін        | Опереткова премія        | Yunpeng Wang           | баритон       | КНР             |
| 2012, Пекін        | Премія CulturArte        | Antonio Poli           | тенор         | Італія          |
| 2012, Пекін        | Премія Бірґіт Нільссон   | Brian Jagde            | тенор         | США             |
| 2012, Пекін        | Приз глядацьких симпатій | Джанай Брюггер         | сопрано       | США             |
| 2012, Пекін        | Приз глядацьких симпатій | Yunpeng Wang           | баритон       | КНР             |
| 2011, Москва       | 1-ша премія              | Pretty Yende           | сопрано       | ПАР             |
| 2011, Москва       | 1-ша премія              | René Barbera           | тенор         | США             |
| 2011, Москва       | 2-га премія              | Olga Busuioc           | сопрано       | Moldova         |
| 2011, Москва       | 2-га премія              | Konstantin Shushakov   | баритон       | Росія           |
| 2011, Москва       | 3-тя премія              | Olga Pudova            | сопрано       | Росія           |
| 2011, Москва       | 3-тя премія              | Jaesig Lee             | тенор         | Південна Корея  |
| 2011, Москва       | Опереткова премія        | Pretty Yende           | сопрано       | ПАР             |
| 2011, Москва       | Опереткова премія        | Olga Busuioc           | сопрано       | Moldova         |
| 2011, Москва       | Опереткова премія        | René Barbera           | тенор         | США             |
| 2011, Москва       | Премія CulturArte        | Javier Arrey           | баритон       | Chile           |
| 2011, Москва       | Премія Бірґіт Нільссон   | Jongmin Park           | бас           | Південна Корея  |
| 2011, Москва       | Приз глядацьких симпатій | Pretty Yende           | сопрано       | ПАР             |
| 2011, Москва       | Приз глядацьких симпатій | René Barbera           | тенор         | США             |
| 2010, Мілан        | 1-ша премія              | Соня Йончева           | сопрано       | Болгарія        |
| 2010, Мілан        | 1-ша премія              | Штефан Поп             | тенор         | Румунія         |
| 2010, Мілан        | 2-га премія              | Rosa Feola             | сопрано       | Італія          |
| 2010, Мілан        | 2-га премія              | Giordano Lucà          | тенор         | Італія          |
| 2010, Мілан        | 2-га премія              | Євген Орлов            | бас           | Україна         |
| 2010, Мілан        | 3-тя премія              | Дінара Алієва          | сопрано       | Азербайджан     |
| 2010, Мілан        | 3-тя премія              | Chae Jun Lim           | бас           | Південна Корея  |
| 2010, Мілан        | Опереткова премія        | Nathaniel Peake        | тенор         | США             |
| 2010, Мілан        | Опереткова премія        | Rosa Feola             | сопрано       | Італія          |
| 2010, Мілан        | Премія CulturArte        | Соня Йончева           | сопрано       | Болгарія        |
| 2010, Мілан        | Премія Бірґіт Нільссон   | Ryan McKinny           | бас-баритон   | США             |
| 2010, Мілан        | Приз глядацьких симпатій | Rosa Feola             | сопрано       | Італія          |
| 2010, Мілан        | Приз глядацьких симпатій | Штефан Поп             | тенор         | Румунія         |

### 2009 — 2000
| Рік, місце                                                            | Нагорода                 | Назва                           | Тип голосу    | Країна                |
| --------------------------------------------------------------------- | ------------------------ | ------------------------------- | ------------- | --------------------- |
| 2009, Печ/Будапешт                                                    | 1-ша премія              | Юлія Новікова                   | сопрано       | Росія                 |
| 2009, Печ/Будапешт                                                    | 1-ша премія              | Alexey Kudrya                   | тенор         | Росія                 |
| 2009, Печ/Будапешт                                                    | 2-га премія              | Енджел Блу                      | сопрано       | США                   |
| 2009, Печ/Будапешт                                                    | 2-га премія              | Jordan Bisch                    | бас           | США                   |
| 2009, Печ/Будапешт                                                    | 2-га премія              | Dimitrios Flemotomos            | тенор         | Греція                |
| 2009, Печ/Будапешт                                                    | 3-тя премія              | Kostas Smoriginas               | бас-баритон   | Литва                 |
| 2009, Печ/Будапешт                                                    | 3-тя премія              | Ауксілядора Толерано            | сопрано       | Іспанія               |
| 2009, Печ/Будапешт                                                    | 3-тя премія              | Anita Watson                    | сопрано       | Австралія             |
| 2009, Печ/Будапешт                                                    | 3-тя премія              | Wenwei Zhang                    | бас           | КНР                   |
| 2009, Печ/Будапешт                                                    | Опереткова премія        | Енджел Блу                      | сопрано       | США                   |
| 2009, Печ/Будапешт                                                    | Опереткова премія        | Dimitrios Flemotomos            | тенор         | Греція                |
| 2009, Печ/Будапешт                                                    | Премія CulturArte        | Arnold Rutkowski                | тенор         | Польща                |
| 2009, Печ/Будапешт                                                    | Приз глядацьких симпатій | Dimitrios Flemotomos            | тенор         | Греція                |
| 2009, Печ/Будапешт                                                    | Приз глядацьких симпатій | Юлія Новікова                   | сопрано       | Росія                 |
| 2009, Печ/Будапешт                                                    | Special Prize            | Alexey Kudrya                   | тенор         | Росія                 |
| 2009, Печ/Будапешт                                                    | Special Prize            | Kostas Smoriginas               | бас-баритон   | Литва                 |
| 2009, Печ/Будапешт                                                    | Special Prize            | Auxiliadora Toledano            | сопрано       | Іспанія               |
| 2008, Квебек                                                          | 1-ша премія              | María Alejandres Katzarava      | сопрано       | Мексика               |
| 2008, Квебек                                                          | 1-ша премія              | Джоель Пріето                   | тенор         | Іспанія / Пуерто-Рико |
| 2008, Квебек                                                          | 2-га премія              | Thiago Arancam                  | тенор         | Бразилія              |
| 2008, Квебек                                                          | 2-га премія              | Оксана Крамарєва                | сопрано       | Україна               |
| 2008, Квебек                                                          | 3-тя премія              | Elena Xanthoudakis              | сопрано       | Греція/ Австралія     |
| 2008, Квебек                                                          | 3-тя премія              | Каролі Семереді                 | баритон       | Hungary               |
| 2008, Квебек                                                          | Опереткова премія        | Кетеван Кемоклідзе              | меццо-сопрано | Грузія                |
| 2008, Квебек                                                          | Опереткова премія        | María Alejandres Katzarava      | сопрано       | Мексика               |
| 2008, Квебек                                                          | Опереткова премія        | Joel Prieto                     | тенор         | Іспанія / Пуерто-Рико |
| 2008, Квебек                                                          | Опереткова премія        | Thiago Arancam                  | тенор         | Бразилія              |
| 2008, Квебек                                                          | Премія CulturArte        | Joel Prieto                     | тенор         | Іспанія / Пуерто-Рико |
| 2008, Квебек                                                          | Приз глядацьких симпатій | Thiago Arancam                  | тенор         | Бразилія              |
| 2008, Квебек                                                          | Приз глядацьких симпатій | Оксана Крамарева                | сопрано       | Україна               |
| 2007, Париж                                                           | 1-ша премія              | Катерина Льохіна                | сопрано       | Росія                 |
| 2007, Париж                                                           | 1-ша премія              | Tae Joong Yang                  | баритон       | Південна Корея        |
| 2007, Париж                                                           | 2-га премія              | Olga Peretyatko                 | сопрано       | Росія                 |
| 2007, Париж                                                           | 2-га премія              | David Bižić                     | баритон       | Сербія                |
| 2007, Париж                                                           | 2-га премія              | Дмитро Попов                    | тенор         | Україна               |
| 2007, Париж                                                           | 3-тя премія              | Marco Caria                     | баритон       | Італія                |
| 2007, Париж                                                           | 3-тя премія              | Lisette Oropesa                 | сопрано       | США                   |
| 2007, Париж                                                           | Опереткова премія        | Rachele Gilmore                 | сопрано       | США                   |
| 2007, Париж                                                           | Опереткова премія        | Carine Sechehaye                | меццо-сопрано | Switzerland           |
| 2007, Париж                                                           | Опереткова премія        | Aurelio Gabaldon                | тенор         | Іспанія               |
| 2007, Париж                                                           | Опереткова премія        | Lisette Oropesa                 | сопрано       | США                   |
| 2007, Париж                                                           | Премія CulturArte        | Carmen Solis Gonzalez           | сопрано       | Іспанія               |
| 2007, Париж                                                           | Приз глядацьких симпатій | Marco Caria                     | баритон       | Італія                |
| 2007, Париж                                                           | Orchestra Prize          | Дмитро Попов                    | тенор         | Україна               |
| 2006, Валенсія                                                        | 1-ша премія              | Майя Ковалевська                | сопрано       | Латвія                |
| 2006, Валенсія                                                        | 1-ша премія              | David Lomeli                    | тенор         | Мексика               |
| 2006, Валенсія                                                        | 2-га премія              | Ailyn Pérez                     | сопрано       | США                   |
| 2006, Валенсія                                                        | 2-га премія              | Sébastien Guèze                 | тенор         | Франція               |
| 2006, Валенсія                                                        | 3-тя премія              | Maria Teresa Alberola Banuls    | сопрано       | Іспанія               |
| 2006, Валенсія                                                        | 3-тя премія              | Trevor Scheunemann              | баритон       | США                   |
| 2006, Валенсія                                                        | Опереткова премія        | David Lomeli                    | тенор         | Мексика               |
| 2006, Валенсія                                                        | Опереткова премія        | Maria Teresa Alberola Banuls    | сопрано       | Іспанія               |
| 2006, Валенсія                                                        | Премія CulturArte        | Karen Vuong                     | сопрано       | США                   |
| 2006, Валенсія                                                        | Приз глядацьких симпатій | Sébastien Guèze                 | тенор         | Франція               |
| 2006, Валенсія                                                        | Приз глядацьких симпатій | Maria Teresa Alberola Banuls    | сопрано       | Іспанія               |
| 2005, Мадрид                                                          | 1-ша премія              | Susanna Phillips                | сопрано       | США                   |
| 2005, Мадрид                                                          | 1-ша премія              | Василь Ладюк                    | баритон       | Росія                 |
| 2005, Мадрид                                                          | 2-га премія              | Joseph Kaiser                   | тенор         | Канада                |
| 2005, Мадрид                                                          | 2-га премія              | Diógenes Randes                 | бас           | Бразилія              |
| 2005, Мадрид                                                          | 3-тя премія              | David Menendez Diaz             | баритон       | Іспанія               |
| 2005, Мадрид                                                          | 3-тя премія              | Joshua Langston Hopkins         | баритон       | Канада                |
| 2005, Мадрид                                                          | Опереткова премія        | Arturo Chacón Cruz              | тенор         | Мексика               |
| 2005, Мадрид                                                          | Опереткова премія        | Кінга Добай                     | меццо-сопрано | Німеччина             |
| 2005, Мадрид                                                          | Премія CulturArte        | Arturo Chacón Cruz              | тенор         | Мексика               |
| 2005, Мадрид                                                          | Приз глядацьких симпатій | Susanna Phillips                | сопрано       | США                   |
| 2004, Лос Анджелес                                                    | 1-ша премія              | Woo Kyung Kim                   | тенор         | Південна Корея        |
| 2004, Лос Анджелес                                                    | 2-га премія              | Наталія Ковальова               | сопрано       | Україна               |
| 2004, Лос Анджелес                                                    | 3-тя премія              | Dmitry Voropaev                 | тенор         | Росія                 |
| 2004, Лос Анджелес                                                    | 4-та премія              | Mikhail Petrenko                | бас           | Росія                 |
| 2004, Лос Анджелес                                                    | 4-та премія              | Maria Jooste                    | сопрано       | ПАР                   |
| 2004, Лос Анджелес                                                    | 4-та премія              | Віталій Білий                   | баритон       | Україна               |
| 2004, Лос Анджелес                                                    | 4-та премія              | Dmitry Korchak                  | тенор         | Росія                 |
| 2004, Лос Анджелес                                                    | Опереткова премія        | Dmitry Korchak                  | тенор         | Росія                 |
| 2004, Лос Анджелес                                                    | Опереткова премія        | In-Sung Sim                     | баритон       | Південна Корея        |
| 2004, Лос Анджелес                                                    | Премія CulturArte        | Ірина Лунгу                     | сопрано       | Росія                 |
| 2004, Лос Анджелес                                                    | Приз глядацьких симпатій | Наталія Ковальова               | сопрано       | Україна               |
| 2003, Боденське озеро, (Санкт-Галлен, Брегенц, Фрідріхсгафен, Майнау) | 1-ша премія              | Адріана Дамато                  | сопрано       | Італія                |
| 2003, Боденське озеро, (Санкт-Галлен, Брегенц, Фрідріхсгафен, Майнау) | 2-га премія              | Jozef Gjipali (Giuseppe Gipali) | тенор         | Албанія               |
| 2003, Боденське озеро, (Санкт-Галлен, Брегенц, Фрідріхсгафен, Майнау) | 3-тя премія              | Ісраель Лосано                  | тенор         | Іспанія               |
| 2003, Боденське озеро, (Санкт-Галлен, Брегенц, Фрідріхсгафен, Майнау) | 3-тя премія              | Jesus Garcia                    | тенор         | США                   |
| 2003, Боденське озеро, (Санкт-Галлен, Брегенц, Фрідріхсгафен, Майнау) | Опереткова премія        | Sabina Puértolas                | сопрано       | Іспанія               |
| 2003, Боденське озеро, (Санкт-Галлен, Брегенц, Фрідріхсгафен, Майнау) | Опереткова премія        | Jennifer Check                  | сопрано       | США                   |
| 2003, Боденське озеро, (Санкт-Галлен, Брегенц, Фрідріхсгафен, Майнау) | Опереткова премія        | Mario Cassi                     | баритон       | Італія                |
| 2003, Боденське озеро, (Санкт-Галлен, Брегенц, Фрідріхсгафен, Майнау) | Опереткова премія        | Israel Lozano                   | тенор         | Іспанія               |
| 2003, Боденське озеро, (Санкт-Галлен, Брегенц, Фрідріхсгафен, Майнау) | Приз глядацьких симпатій | Israel Lozano                   | тенор         | Іспанія               |
| 2002, Париж                                                           | 1-ша премія              | Carmen Giannattasio             | сопрано       | Італія                |
| 2002, Париж                                                           | 1-ша премія              | Elena Manistina                 | меццо-сопрано | Росія                 |
| 2002, Париж                                                           | 2-га премія              | Stéphane Degout                 | баритон       | Франція               |
| 2002, Париж                                                           | 2-га премія              | John Matz                       | тенор         | США                   |
| 2002, Париж                                                           | 3-тя премія              | Maria Fontosh                   | сопрано       | Росія                 |
| 2002, Париж                                                           | Опереткова премія        | Anna Kiknadze                   | меццо-сопрано | Грузія                |
| 2002, Париж                                                           | Опереткова премія        | Jae Hyoung Kim                  | тенор         | Південна Корея        |
| 2002, Париж                                                           | Опереткова премія        | John Matz                       | тенор         | США                   |
| 2002, Париж                                                           | Премія CulturArte        | Kate Aldrich                    | меццо-сопрано | США                   |
| 2002, Париж                                                           | Приз глядацьких симпатій | Carmen Giannattasio             | сопрано       | Італія                |
| 2001, Вашингтон                                                       | 1-ша премія              | Гуан Янг                        | меццо-сопрано | КНР                   |
| 2001, Вашингтон                                                       | 2-га премія              | Alessandra Rezza                | сопрано       | Італія                |
| 2001, Вашингтон                                                       | 2-га премія              | Hyoung-Kyoo Kang                | баритон       | Південна Корея        |
| 2001, Вашингтон                                                       | 3-тя премія              | Мая Дашук                       | сопрано       | Росія                 |
| 2001, Вашингтон                                                       | Опереткова премія        | Валер’яно Ланчас                | бас           | Колумбія              |
| 2001, Вашингтон                                                       | Опереткова премія        | Jossie Perez                    | меццо-сопрано | США                   |
| 2001, Вашингтон                                                       | Опереткова премія        | Antonio Gandia                  | тенор         | Іспанія               |
| 2001, Вашингтон                                                       | Опереткова премія        | Eugenia Garza                   | сопрано       | Мексика               |
| 2001, Вашингтон                                                       | Премія CulturArte        | Lasha Nikabadze                 | тенор         | Грузія                |
| 2001, Вашингтон                                                       | Приз глядацьких симпатій | Elisaveta Martirosyan           | сопрано       | Грузія                |
| 2000, Лос Анджелес                                                    | 1-ша премія              | Isabel Bayrakdarian             | сопрано       | Канада                |
| 2000, Лос Анджелес                                                    | 2-га премія              | He Hui                          | сопрано       | КНР                   |
| 2000, Лос Анджелес                                                    | 2-га премія              | Daniil Shtoda                   | тенор         | Росія                 |
| 2000, Лос Анджелес                                                    | 3-тя премія              | Robert Pomakov                  | бас           | Канада                |
| 2000, Лос Анджелес                                                    | 3-тя премія              | Костянтин Андреєв               | тенор         | Україна               |
| 2000, Лос Анджелес                                                    | Опереткова премія        | Arnold Kocharyan                | баритон       | Вірменія              |
| 2000, Лос Анджелес                                                    | Опереткова премія        | Ізабель Байракдар'ян            | сопрано       | Канада                |
| 2000, Лос Анджелес                                                    | Опереткова премія        | Andrei Breous                   | баритон       | Росія                 |
| 2000, Лос Анджелес                                                    | Опереткова премія        | Вірджинія Тола                  | сопрано       | Аргентина             |
| 2000, Лос Анджелес                                                    | Опереткова премія        | Костянтин Андреєв               | тенор         | Україна               |
| 2000, Лос Анджелес                                                    | Приз глядацьких симпатій | Virginia Tola                   | сопрано       | Аргентина             |
| 2000, Лос Анджелес                                                    | Special Price            | Virginia Tola                   | сопрано       | Аргентина             |

### 1999 — 1993
| Рік, місце     | Нагорода                 | Назва                  | Тип голосу    | Країна         |
| -------------- | ------------------------ | ---------------------- | ------------- | -------------- |
| 1999, San Juan | 1-ша премія              | Orlin Anastassov       | бас           | Болгарія       |
| 1999, San Juan | 2-га премія              | Роландо Вільясон       | тенор         | Мексика        |
| 1999, San Juan | 2-га премія              | Giuseppe Filianoti     | тенор         | Італія         |
| 1999, San Juan | 3-тя премія              | Yali-Marie Williams    | сопрано       | Пуерто-Рико    |
| 1999, San Juan | Опереткова премія        | Маріола Кантареро      | сопрано       | Іспанія        |
| 1999, San Juan | Опереткова премія        | Роландо Вільясон       | тенор         | Мексика        |
| 1999, San Juan | Премія CulturArte        | Віталій Ковальов       | бас           | Україна        |
| 1999, San Juan | Премія CulturArte        | Joseph Calleja         | тенор         | Мальта         |
| 1999, San Juan | Приз глядацьких симпатій | Роландо Вільясон       | тенор         | Мексика        |
| 1998, Гамбург  | 1-ша премія              | Erwin Schrott          | бас           | Уругвай        |
| 1998, Гамбург  | 2-га премія              | Ludovic Tezier         | баритон       | Франція        |
| 1998, Гамбург  | 2-га премія              | Джойс ДіДонато         | меццо-сопрано | США            |
| 1998, Гамбург  | 3-тя премія              | Maki Mori              | сопрано       | Японія         |
| 1998, Гамбург  | Опереткова премія        | Andión Fernández       | сопрано       | Філіппіни      |
| 1998, Гамбург  | Опереткова премія        | Carlos Cosías          | тенор         | Іспанія        |
| 1998, Гамбург  | Премія CulturArte        | Дже Чул Бе             | тенор         | Південна Корея |
| 1998, Гамбург  | Приз глядацьких симпатій | Erwin Schrott          | бас           | Уругвай        |
| 1997, Токіо    | 1-ша премія              | Ляо Чан Йонг           | баритон       | КНР            |
| 1997, Токіо    | 1-ша премія              | Карла Марія Іццо       | сопрано       | Італія         |
| 1997, Токіо    | 2-га премія              | Jung-Hack Seo          | баритон       | Південна Корея |
| 1997, Токіо    | 2-га премія              | Акілес Мачадо          | тенор         | Венесуела      |
| 1997, Токіо    | 3-тя премія              | Xiu Wei Sun            | сопрано       | КНР            |
| 1997, Токіо    | Опереткова премія        | Angel Rodriguez Rivero | тенор         | Іспанія        |
| 1997, Токіо    | Опереткова премія        | Aquiles Machado        | тенор         | Венесуела      |
| 1997, Токіо    | Приз глядацьких симпатій | Carla Maria Izzo       | баритон       | Італія         |
| 1996, Бордо    | 1-ша премія              | John Osborn            | тенор         | США            |
| 1996, Бордо    | 1-ша премія              | Lynette Tapia          | сопрано       | США            |
| 1996, Бордо    | 2-га премія              | Phyllis Pancella       | меццо-сопрано | США            |
| 1996, Бордо    | 2-га премія              | Ерік Овенс             | бас           | США            |
| 1996, Бордо    | 3-тя премія              | Vittorio Vitelli       | баритон       | Італія         |
| 1996, Бордо    | 3-тя премія              | Carlos Moreno          | тенор         | Іспанія        |
| 1996, Бордо    | Опереткова премія        | Nancy Fabiola Herrera  | меццо-сопрано | Іспанія        |
| 1996, Бордо    | Опереткова премія        | Oziel Garza-Ornelas    | баритон       | Мексика        |
| 1996, Бордо    | Приз глядацьких симпатій | Lynette Tapia          | сопрано       | США            |
| 1995, Мадрид   | 1-ша премія              | Miguel Angel Zapatero  | бас           | Іспанія        |
| 1995, Мадрид   | 1-ша премія              | Sung Eun Kim           | сопрано       | Південна Корея |
| 1995, Мадрид   | 2-га премія              | Elizabeth Futral       | сопрано       | США            |
| 1995, Мадрид   | 2-га премія              | Дімітра Теодоссіу      | сопрано       | Греція         |
| 1995, Мадрид   | 3-тя премія              | Carmen Oprisanu        | меццо-сопрано | Румунія        |
| 1995, Мадрид   | Опереткова премія        | Ana María Martínez     | сопрано       | Пуерто-Рико    |
| 1995, Мадрид   | Опереткова премія        | Rafael Rojas           | тенор         | Мексика        |
| 1995, Мадрид   | Приз глядацьких симпатій | Dīmītra Theodosiou     | сопрано       | Греція         |
| 1994, Мехіко   | Лавреати                 | Brian Asawa            | контртенор    | США            |
| 1994, Мехіко   | Лавреати                 | Хосе Кура              | тенор         | Аргентина      |
| 1994, Мехіко   | Лавреати                 | Брюс Фавлер            | тенор         | США            |
| 1994, Мехіко   | Лавреати                 | Simone Alberghini      | бас           | Італія         |
| 1994, Мехіко   | Лавреати                 | Марія Цецилія Діас     | меццо-сопрано | Аргентина      |
| 1994, Мехіко   | Лавреати                 | Масако Тесіма          | меццо-сопрано | Японія         |
| 1994, Мехіко   | Лавреати                 | Оксана Аркаєва         | сопрано       | Україна        |
| 1994, Мехіко   | Приз глядацьких симпатій | Хосе Кура              | тенор         | Аргентина      |
| 1993, Париж    | Лавреати                 | Айноа Артета           | сопрано       | Іспанія        |
| 1993, Париж    | Лавреати                 | Інва Мула              | сопрано       | Албанія        |
| 1993, Париж    | Лавреати                 | Ніна Штемме            | меццо-сопрано | Швеція         |
| 1993, Париж    | Лавреати                 | Кванчул Юн             | бас           | Південна Корея |
| 1993, Париж    | Приз глядацьких симпатій | Айноа Артета           | сопрано       | Іспанія        |